# 哈斯劳-玛丽亚埃伦德
哈斯劳-玛丽亚埃伦德是奥地利下奥地利州莱塔河畔布鲁克县的一个市镇。总面积24.83平方公里，总人口2026人，人口密度81.6人/平方公里（2005年）。